# 曼哈頓奇緣2 (電影原聲帶)
《曼哈頓奇緣2（電影原聲帶）》（英語：Disenchanted (Original Soundtrack)）是2022年由亞當·夏克曼执导的同名电影的原声专辑。这部电影是2007年《曼哈頓奇緣》的续集，其原创音乐包括由作曲家亚伦·孟肯和填词人斯蒂芬·施瓦茨创作和制作的歌曲，他们也为前作创作了音乐。与第一部电影的原声带不同，续集意在加入更多歌曲，这些歌曲全部由电影演员演唱，包括艾美·亞當斯、帕特里克·丹普西、詹姆斯·馬斯登、伊迪娜·曼佐等。